# ＃2i2
#2i2（ニーニ）は、2020年12月に結成された日本の女性アイドルグループである。ゼロイチファミリア所属。

## 概要
モデル、タレント、グラビアアイドルを多く擁する芸能事務所のゼロイチファミリア所属の、十味、森嶋あんり、青木りさ、奥ゆい、天羽希純で結成された。同事務所の2つ目のアイドルグループであり、#ババババンビの妹グループにあたる。
2025年12月をもって解散予定。

## メンバー

### 現メンバー
| 名前       | よみ           | 生年月日              | 出身地 | 身長  | 製造番号 | 担当カラー | キャッチフレーズ             |
| ---------- | -------------- | --------------------- | ------ | ----- | -------- | ---------- | ---------------------------- |
| 十味       | とーみ         | 1999年2月8日（26歳）  | 長野県 | 149cm | 001      | 赤色       | 奇跡の妹系美少女アンドロイド |
| 森嶋あんり | もりしまあんり | 2001年12月2日（23歳） | 群馬県 | 155cm | 002      | 白色       | 透明美肌の清純系アンドロイド |
| 奥ゆい     | おくゆい       | 1999年5月15日（25歳） | 奈良県 | 158cm | 004      | 黄色       | オテンバ元気系アンドロイド   |
| 天羽希純   | あまうきすみ   | 1996年8月12日（28歳） | 東京都 | 163cm | 005      | 紫色       | ロリ巨乳の癒し系アンドロイド |

### 旧メンバー
| 名前     | よみ       | 生年月日              | 出身地   | 身長  | 製造番号 | 担当カラー | キャッチフレーズ             |
| -------- | ---------- | --------------------- | -------- | ----- | -------- | ---------- | ---------------------------- |
| 青木りさ | あおきりさ | 2001年9月12日（23歳） | 神奈川県 | 160cm | 003      | 青色       | 不思議なドール系アンドロイド |

## 年譜

### 2020年
- 11月17日、#2i2公式Twitterが公開され、グループ名・コンセプトが発表される[5]。
- 11月26日、メンバー5名を発表[6][7]。
- 12月3日、週刊ヤングジャンプの表紙、巻頭・巻末グラビアを飾り、正式にアイドルデビュー[8]。表紙から巻末までジャックするのはデビュー前アイドル史上初である[9]。
- 12月6日、#2i2として初のイベントである週刊ヤングジャンプのオンラインサイン会を森嶋あんりのSHOWROOMにて実施[10]。
- 12月19日、サンリオピューロランドで開催された 「#馬馬馬小鹿（＃ババババンビ）サンリオピューロランドに参上するの巻。」にてデビューライブを実施[11]。
- 12月23日、初の対バンライブに参加[12]。

### 2021年
- 1月4日、メンバーの天羽希純が持病の悪化・体調不良により活動休止となる[13]。
- 1月9日、天羽希純を除く初の4人体制でライブに参加。また、初の特典会も行われた。
- 3月26日、天羽希純がライブに復帰し、5人体制でのパフォーマンスを披露した。
- 3月28日、#2i2初のCD「000001」をリリース[14][15]。
- 6月12日、CDシングル「独り占め」をリリース[16]。タワーレコード渋谷店にてお渡し会が行われた。
- 8月12日、CDシングル「Live and let live」をリリース[17][18]
- 8月24日、青木りさの芸能活動休止を発表[19]。活動休止に伴い、9月9日に予定されていた「青木りさ生誕祭」は取りやめとなった。
- 9月21日、青木りさが一身上の都合により脱退[20]。
- 12月11日、ワンマンライブ「vector #2i2 ver.1」を白金高輪SELENE b2にて開催[21]。

### 2022年
- 2月12日、ワンマンライブ「#2i2「十味生誕祭」 〜とーみを祝ってくれますか！2022〜」をSpotify O-WESTにて開催。
- 3月28日、ワンマンライブ 定期公演「#2i2 Live series 【version up.02】」を渋谷clubasiaにて開催。
- 4月25日、ワンマンライブ 定期公演「#2i2 Live series 【version up.03】」を渋谷clubasiaにて開催。
- 5月23日、ワンマンライブ 定期公演「#2i2 Live series【version up.04】奥ゆい生誕ライブ」を渋谷clubasiaにて開催。
- 6月27日、ワンマンライブ 定期公演「#2i2 Live series【version up.05】」を渋谷clubasiaにて開催。
- 7月25日、ワンマンライブ 定期公演「#2i2 Live series 【version up.06】」を渋谷clubasiaにて開催。
- 8月7日、「TIFアイドル総選挙2022」にて5位入賞[22]。
- 8月12日、ワンマンライブ 定期公演「 #2i2 Live series【version up.07 】天羽希純生誕2022」を新宿BLAZEにて開催。
- 9月28日、ワンマンライブ 定期公演「#2i2 Live series【version up.08 】」を渋谷WOMBにて開催。
- 10月8日、ワンマンライブ「全国ツアー2022 北斗七星〜見えるのか死兆星〜 @名古屋」をSOUND SPACE DIVAにて開催。
- 10月15日、ワンマンライブ「全国ツアー2022 北斗七星〜見えるのか死兆星〜 @大阪」をアメリカ村 FANJ twiceにて開催。
- 10月26日、ワンマンライブ 定期公演「#2i2 Live series【version up.09 】」を渋谷WOMBにて開催。
- 11月5日、ワンマンライブ 定期公演「#2i2 Live series 【version up.10】」を新宿BLAZEにて開催。
- 11月13日、ワンマンライブ「全国ツアー2022 北斗七星〜見えるのか死兆星〜 @石川」をThe MAT'Sにて開催。
- 11月20日、ワンマンライブ「全国ツアー2022 北斗七星〜見えるのか死兆星〜 @長野」をMOLE HALLにて開催。
- 12月3日、ワンマンライブ「全国ツアー2022 北斗七星〜見えるのか死兆星〜 @京都」をKYOTO MUSEにて開催。
- 12月13日、ワンマンライブ「全国ツアー2022 北斗七星〜見えるのか死兆星〜 ツアーファイナル」を恵比寿LIQUIDROOMにて開催[23]。

### 2023年
- 2月、「BURN BURN BURN」が『ぱちんこ北斗の拳シリーズ P真・北斗無双第4章』のタイアップ曲となる（グループとして初のタイアップ）[24]。
- 2月12日、「死兆星ワンマンライブ」を品川ステラボールで開催、グループ初のバンドセット演出を実施[25]。
- 7月31日、ワンマンライブ「#2i2presents 春１番大暴走ツアー 東京ファイナル」を恵比寿LIQUIDROOMにて開催[26]。
- 8月6日、「TIFアイドル総選挙2023」にて2位入賞[27]。また、TIF2023の中で開催された企画にて、「TIF2023 PR大使決定戦!」で天羽希純がグランプリを受賞[28]。「うたチャン2023」では森嶋あんりが勝者となる[29]。
- 9月28日、初の全編バンドセット公演「#2i2 Zepp Shinjuku Full band set ONEMAN LIVE」を開催[30]。
- 10月7日、「北斗の拳40周年大原画展 東京会場 オフィシャルサポーター」に就任[31][32]。
- 11月22日、ニコニコチャンネルプラスにて初の冠番組となる生放送番組「ダイナマイト#2i2」を開始[33][34]。
- 12月13日、デビュー3周年記念となるワンマンライブ「感謝感激大暴走」を新宿BLAZEで開催[35]。

### 2024年
- 2月12日、「212事変～キバの乱～」をGARDEN新木場FACTORYで開催[36]。
- 3月23日、B.LEAGUEの信州ブレイブウォリアーズホームゲームのハーフタイムショーにゲスト出演[37]。
- 7月5日、「信州58町村収穫祭大使」に就任[38]。
- 10月6日、群馬県主催の「ぐんまちゃんアイドルフェスティバル」で開催された「ぐんまちゃんオフィシャルサポーター2025コンテスト」において、森嶋あんりが準グランプリを獲得して「2025オフィシャルサポーター」に就任[39]。

### 2025年
- 4月11日、同年12月をもって解散することを発表した[3][4]。

## 作品

### 配信楽曲
| #  | 配信開始日     | タイトル             | 作詞            | 作曲              | 備考                                                        |
| -- | -------------- | -------------------- | --------------- | ----------------- | ----------------------------------------------------------- |
| 1  | 2021年2月12日  | FATE                 | 頓宮秀人        | 頓宮秀人          |                                                             |
| 2  | 2021年2月12日  | SAYONARA             | 頓宮秀人        | 頓宮秀人          |                                                             |
| 3  | 2021年3月12日  | SCAR                 | 頓宮秀人        | 頓宮秀人          |                                                             |
| 4  | 2021年5月12日  | 独り占め             | 頓宮秀人        | 頓宮秀人          |                                                             |
| 5  | 2021年7月12日  | Live and let live    | 頓宮秀人        | 頓宮秀人          |                                                             |
| 6  | 2021年9月12日  | せめて月のように     | 頓宮秀人        | 頓宮秀人          |                                                             |
| 7  | 2021年11月12日 | ポチ                 | 頓宮秀人        | 頓宮秀人          |                                                             |
| 8  | 2022年3月31日  | Shutter speed        | 頓宮秀人        | 頓宮秀人          |                                                             |
| 9  | 2022年6月30日  | このままでいいんだよ | 頓宮秀人/十味   | 頓宮秀人          | 十味が作詞に携わっている                                    |
| 10 | 2022年8月9日   | だってさ。           | 頓宮秀人        | 頓宮秀人          |                                                             |
| 11 | 2023年2月18日  | SUPER FIRE           | 頓宮秀人        | 頓宮秀人          |                                                             |
| 12 | 2023年4月28日  | どうでもいいじゃんか | 頓宮秀人        | 頓宮秀人          |                                                             |
| 13 | 2023年5月18日  | Don't be ぞんびー    | amazuti         | amazuti/頓宮秀人  |                                                             |
| 14 | 2023年7月14日  | 善人悪人             | amazuti         | amazuti/頓宮秀人  |                                                             |
| 15 | 2023年9月28日  | BURNBURNBURN         | 小島奏/頓宮秀人 | 頓宮秀人          | 『ぱちんこ北斗の拳シリーズ P真・北斗無双第4章』タイアップ曲 |
| 16 | 2023年10月20日 | MONSTER LIVE!!!      | amazuti         | amazuti/頓宮秀人  |                                                             |
| 17 | 2024年2月12日  | USO…                 | 涼木シンジ      | 涼木シンジ        |                                                             |
| 18 | 2024年5月15日  | 醜形の心臓           | 頓宮秀人        | 頓宮秀人/湯原聡史 |                                                             |
| 19 | 2024年6月5日   | アドマイア           | 頓宮秀人        | 頓宮秀人          |                                                             |
| 20 | 2024年6月5日   | ティアドロップ       | ノイ            | ノイ              |                                                             |
| 21 | 2024年9月4日   | ナイトダイバー       | ノイ            | ノイ              |                                                             |
| 22 | 2024年10月2日  | ライトシーカー       | oni/Kristi      | oni               |                                                             |
| 23 | 2024年12月11日 | Follow Me            | 保倉伴宣        | Kuboty            | 全編英語の歌詞                                              |
| 24 | 2025年1月15日  | HATSUKOI JUICE       | oni             | oni               | テレビドラマ『うちの会社の小さい先輩の話』オープニング曲    |
| 25 | 2025年3月17日  | 愛ノ灯火             | ノイ            | ノイ              | 『ぱちんこ北斗の拳シリーズ e真・北斗無双第5章』タイアップ曲 |

### シングルCD
| # | 発売日         | タイトル          | 規格品番   | 収録楽曲                                                  | 備考 |
| - | -------------- | ----------------- | ---------- | --------------------------------------------------------- | ---- |
| 1 | 2021年3月28日  | 000001            | HSRCD-0004 | 1. FATE 2. SCAR 3. SAYONARA                               |      |
| 2 | 2021年6月12日  | 独り占め          | HSRCD-0005 | 1. 独り占め 2. 独り占め（instrumental）                   |      |
| 3 | 2021年8月12日  | Live and let live | HSRCD-0007 | 1. Live and let live 2. Live and let live（instrumental） |      |
| 4 | 2021年10月12日 | せめて月のように  | HSRCD-0009 | 1. せめて月のように 2. せめて月のように（instrumental）   |      |
| 5 | 2021年12月12日 | ポチ              | HSRCD-0010 | 1. ポチ 2. ポチ（instrumental）                           |      |

### アルバムCD
| # | 発売日         | タイトル   | 規格品番   | 収録楽曲 | 備考 |
| - | -------------- | ---------- | ---------- | --- | ---- |
| 1 | 2022年10月12日 | 涙そうそう | HSRCD-0011 | 1. FATE（2022 ver.） 2. SAYONARA（2022 ver.） 3. SCAR（2022 ver.） 4. 独り占め（2022 ver.） 5. Live and let live（2022 ver.） 6. せめて月のように（2022 ver.） 7. ポチ 8. Shutter speed 9. このままでいいんだよ 10. だってさ。 |      |

### 映像作品
| # | タイトル                                                         | 形態 | 備考                                |
| - | ---------------------------------------------------------------- | ---- | ----------------------------------- |
| 1 | REMEMBER ～FULL BAND SET ONE MAN LIVE 2023.09.28 Zepp SHINJUKU～ | DVD  | #2i2 OFFICIAL ONLINE SHOPのみの販売 |

### 雑誌
- 「週刊ヤングジャンプ」（2021年1/1号No.1、集英社）  - 表紙、巻頭・巻末グラビア
- 「FLASHスペシャル グラビアBEST（FLASH増刊）」（2021年新年号、光文社） - 裏表紙、グラビア
- 「EX大衆」（2021年4月号、双葉社） - インタビュー『｢人間らしさ｣と｢アイドルらしさ｣』
- 「Top Yell NEO」(2021 SPRING、竹書房) - インタビュー
- 「週刊プレイボーイ」（集英社）掲載

### 連載
- 「月刊エンタメ」（徳間書店）  - #2i2ラボ

### 写真集
- FIVE CUTEST ANDROIDs descend to the world（2020年12月3日、集英社） - デジタル写真集
- #2i2公式ビジュアルブック #2i2ラボ（2024年7月31日、徳間書店、ISBN 9784198658595）

## 出演

### テレビ番組
- オールナイトフジコ - ゲスト出演
- 【推しの子】（2024年12月、Amazon Prime Video） - アイドルグループ・イリブ役[41][42]

### WEB番組
- ダイナマイト#2i2（2022年11月22日 - 、ニコニコチャンネルプラス）[43]